# هوانغ داي هيون
هوانغ داي هيون (مواليد 5 يوليو 1999) هو لاعب تزلج على مسار قصير كوري جنوبي، شارك في أولمبياد 2018.